# Eksplozija v skladišču orožja RAF 1944
Eksplozija v skladišču RAF v kraju Fauld je vojaška nesreča, ki se je dogodila ob 11:11 dopoldne v ponedeljek 27.11.1944. To je bilo podzemno skladišče streliva. Dotična eksplozija je bila ena največjih ne-jedrskih eksplozij v zgodovini in največja, ki se je zgodila na britanskih tleh. 
Eksplodiralo je med 3500 in 4000 tonami različne municije in streliva. Največ visoko eksplozivnih bomb in tudi okoli 500.000.000 nabojev za puške. Rezultat tega dogodka je krater, ki ima premer 1200m in je globok 120m. 
Eksplozija je izbrisala bližnji rezervoar, ki je vseboval 450.000 kubičnih metrov vode, nekaj zgradb, med katerimi je bila tudi celotna kmetija. Dodatno škodo je nato naredila še poplava, ki je bila posledica tega. 
Točnega števila žrtev ne vemo, ugiba pa se, da je v tej eksploziji umrlo okoli 75 ljudi.

## Vzrok
Vzroka za to katastrofo takoj po njej niso ugotovili. Dejstvo pa je, da je v skladišču primanjkovalo osebja. Že leto pred dogodkom je bilo brez vodstvenega kadra. 194 neizkušenih italijanov, britanskih vojnih ujetnikov, pa se je v času eksplozije ukvarjalo s shranjenimi minami.
Leta 1974 so objavili, da naj bi bil vzrok nesreče nek delavec, ki je odstranjeval detonator iz bombe z medeninastim dletom, namesto z lesenim, kakor je bilo strogo zapovedano. 
Dve ogromni eksploziji sta bili videni 27.11.1944 ob 11:15. Očividci so povedali, da so videli dva značilna gobasta oblaka, ki sta se dvigovala stotine metrov visoko, pod njima pa plamene. Ti so poškodovali posesti nekaj sto metrov okoli kraterja. Ogenj naj bi povzročale predvsem zažigalne bombe, ki so jih shranjevali na odprtem.
Razbitine in drobir so povzročili škodo 1300m okoli. Bližnja kmetija je dobesedno izginila, apnarna in mavčarna g. Petra Fordesa in nekaj manjših koč je bilo popolnoma uničenih. Apnarna je utrpela poškodbe na račun poplavne vode, ki se je izlila skozi uničen jez bajerja. Kmetije Hanbury hills, Hare Holes in Croft z bližnjimi kočami so bile precej poškodovane. Drobir je poškodoval celo sosednjo vas Hanbury. 
Približno tretjina vsega odpadnega materiala RAF-a je eksplodirala. Ni pa bilo eksplozij v tretjem in četrtem sektorju, ker naj bi ju obvarovali nasipi iz kamenja okoli njiju.
Škoda zaradi udarnega vala se je raztezala vse do mesta Burton upon Trent. 

## Žrtve
Takoj po eksploziji število žrtev ni bilo skrbno dokumentirano, zato točnih podatkov nimamo, ugiba pa se, da je najbrž umrlo okoli 75 ljudi. Uradno poročilo sicer navaja, naj bi bilo 90 žrtev ubitih, pogrešanih ali poškodovanih: 26 ljudi v samem skladišču, 42 delavcev v apnarni, kjer je bilo 12 tudi ranjenih in dobrih 10 kmetov, ki so delali v okolici. Prav tako naj bi bilo ubitih preko 200 glav živine. Mnoge živali naj bi dobesedno raztrgalo, nekaj pa jih je preživelo eksplozijo vendar so poginile do naslednjega dne.

## Zaključek
Kljub temu, da je bilo skladišče skoraj popolnoma uničeno, je RAF uporabljal to območje za shranjevanje streliva še do leta 1966. Takrat so enoto, ki je upravljala skladišče (No. 21 Maintenance Unit) razpustili. Od 1967 do 1973 leta je, v okviru NATO, prav tako za shranjevanje municije, ki je bila poprej shranjena v Franciji, te kraje uporabljala vojska Združenih držav Amerike. 
Sedaj je območje sicer zapuščeno a je kljub temu zaprto za javnost saj naj bi bilo globoko pod zemljo še vedno zakopanega nekaj streliva, odstranitev le tega pa je najbrž za britansko vlado predraga.

## Skici
1. ↑  Reed, John, (1977). "Largest Wartime Explosions: 21 Maintenance Unit, RAF Fauld, Staff. November 27, 1944", After the Battle, 18, Pp 35 - 40. ISSN 0306-154X.
2. ↑  »WW2 People's War - War Memories - with a song and dance and a huge explosion«. BBC. Pridobljeno 12. septembra 2011.
3. ↑  Ministry of Home Security report File RE. 5/5i region IX.
4. ↑  Bell, David (2005). »8«. Staffordshire Tales of Murder & Mystery. Murder & Mystery. Countryside Books. str. 78. ISBN 1 85306 922 1.